# 馬納薩斯帕克 (維吉尼亞州)
馬納薩斯帕克（英語：Manassas Park）是美國維吉尼亞州東北部的一個獨立城市。面積6.4平方公里。根據美國2000年人口普查，共有人口10,290人。
馬納薩斯帕克成立於1975年6月1日。城名以馬納薩斯命名。